# بيرس أ. موريسي
بيرس أ. موريسي هو سياسي أمريكي، (و. 1870 – 1956 م). نشط حزبياً في الحزب الديمقراطي. وقد انتخب عضو مجلس ولاية ويسكونسن ‏.